# Firmin de Weijer
Firmin de Weijer (1931 - Lelystad, 29 augustus 2010) was een Belgische journalist. In de jaren 50 ging hij aan de slag als journalist bij onder meer dagblad Het Volk en het persagentschap Belga. In de jaren 60 was hij enige tijd nieuwsanker bij de Vlaamse openbare omroep VRT, de toenmalige BRT.
Na zijn loopbaan bij de televisie vestigde hij zich als freelancer, hij schreef er stukken voor de meest uiteenlopende Vlaamse en Nederlandse magazine zoals het Medisch Magazine, Knack, Trends, Elsevier en Touring.